# Кратип (философ)
Вижте пояснителната страница за други личности с името Кратип.
Кратип (Kratippos; гръцки: Κράτιππος, лат.: Cratippus)
е гръцки философ от Пергамон през 1 век пр.н.е.
Той е от Ликейската школа. Множество известни римляни, например Марк Юний Брут, са учили в неговото училище в Атина и Митилини. Цицерон изпратил своя син Марк Тулий Цицерон Младши да учи също при Кратип.
Цицерон го поканил в Рим и издействал от Юлий Цезар да получи римско гражданство.